# Снос
45°10′ пн. ш. 15°38′ сх. д. / 45.16° пн. ш. 15.63° сх. д.
Снос (хорв. Snos) — населений пункт у Хорватії, в Карловацькій жупанії у складі міста Слунь.

## Населення
Населення за даними перепису 2011 року становило 8 осіб.
Динаміка чисельності населення поселення: